# 최문교
최문교는 대한민국의 모델이자 배우이다.

## 드라마
- 2021년 KBS2 저녁 일일연속극 《미스 몬테크리스토》
- 2023년 ~ 2024년 KBS2 저녁 일일연속극 《우아한 제국》